# 広島県道395号川南近田線
広島県道395号川南近田線（ひろしまけんどう395ごう かわみなみちかたせん）は、広島県福山市を通る一般県道である。

## 概要
福山市神辺町大字川南から福山市駅家町大字近田に至る。

### 路線データ
広島県告示第469号に基づく起終点および重要な経過地は次のとおり。
- 起点：福山市神辺町大字川南（深安郡神辺町川南[1]：片山北交差点、国道182号交点）
- 終点：福山市駅家町大字近田（福山市駅家町近田[1]：近田東交差点、国道486号交点）
- 重要な経過地：なし
- 実延長：4.553 km[注釈 1][1]
- 面積：45,190 m2[注釈 1][1]

## 歴史
1899年（明治32年）12月25日発行の『正式二万分一地形図』に「自福山町至府中町道」と記載されている道が原形。
現路線の前身としては、主要地方道に指定されていた広島県道24号福山上下線（廃止）の一部であり、そのバイパス道路であった都市計画道路駅家神辺線（現在の国道486号）と並行する旧道区間。
1993年（平成5年）4月1日に国道486号が制定され、それに伴う路線短縮によって主要地方道である広島県道24号府中上下線が制定され、福山上下線としての路線は主要地方道から外されることとなった。その後、広島県道24号府中上下線ともに広島県道395号川南近田線として認定されたのち、広島県道24号福山上下線は廃止された。

### 年表
- 1996年（平成8年）4月25日 - 広島県告示第469号により認定。
- 1997年（平成9年）1月16日 - 広島県告示第61号により全線区域決定。
- 1998年（平成10年）8月27日 - 広島県告示第857号により広島県道24号福山上下線が廃止され、同路線との重複を解消。
- 2006年（平成18年）3月1日 - 深安郡神辺町が福山市に編入。これにより全線が福山市域で完結する路線となる。

## 路線状況
国道182号（国道314号重複）と府中・新市方面との連絡路としての役割を果たす。ロードサイド店舗が建ち並ぶ国道486号と並行しており、表通りの様相を見せる国道486号に対し、裏通り的な路線ではあるものの、混雑が慢性化している国道486号の迂回路の役割も担う。

### バイパス
- 計画中

御幸町大字森脇（もりわけ）地内において森脇三差路交差点周辺を回避するバイパス道路の計画が存在するものの、着手に至っていない。

### 重複区間
- 広島県道391号加茂福山線（福山市御幸町大字中津原 - 福山市御幸町大字森脇・森脇（西）交差点）

### 道路施設

#### 橋梁
- 白鷺橋（高屋川、福山市神辺町大字川南 - 福山市御幸町大字中津原）
- 蓬莱橋（服部川、福山市駅家町大字坊寺）

### 並行する旧街道
- 旧府中往還

## 地理

### 通過する自治体
- 福山市

### 交差する道路
| 交差する道路                                                              | 交差する場所               | 交差する場所        |
| ------------------------------------------------------------------------- | -------------------------- | ------------------- |
| 国道182号 国道314号 重複                                                  | 神辺町大字川南             | 片山北交差点 / 起点 |
| 広島県道391号加茂福山線 重複区間起点                                      | 御幸町大字中津原           | 中津原三差路交差点  |
| 広島県道378号御幸松永線                                                   | 御幸町大字森脇（もりわけ） | 柳原交差点          |
| 広島県道391号加茂福山線 重複区間終点                                      | 御幸町大字森脇             | 森脇（西）交差点    |
| 広島県道392号中野駅家線 広島県道396号柞磨駅家線 広島県道463号津之郷山守線 | 駅家町大字上山守           | 山守交差点          |
| 国道486号                                                                 | 駅家町大字近田             | 近田東交差点 / 終点 |

### 沿線
- 福山市立御幸小学校